# Cile di Pinochet
Cile di Pinochet (nella storiografia di lingua spagnola Régimen Militar, cioè "Regime militare") è un'espressione che identifica il periodo della storia del Cile che va dal golpe del settembre 1973, quando Augusto Pinochet divenne capo della giunta militare, all'11 marzo 1990, quando in Cile, tornato alla democrazia, entrò in carica il presidente eletto Patricio Aylwin.
Pinochet iniziò immediatamente dei radicali cambiamenti sociali ed economici, sciogliendo i partiti politici e adottando una politica liberista, nazionalista, anti-liberale ed anticomunista. Il nuovo regime si avviò a schiacciare le istituzioni rappresentative che avevano permesso al Cile (grazie al meccanismo previsto per le elezioni presidenziali del 1970) di diventare la prima nazione al mondo con un capo di Stato marxista democraticamente eletto con il 36% delle preferenze, Salvador Allende.
La duratura democrazia del Cile divenne una dittatura militare (espressione tuttora contestata e fatta sostituire nei libri di scuola con "regime militare" dal governo cileno), e l'esperimento socialista, che aveva causato una grave crisi economica e un'impennata dell'inflazione, si era concluso in modo tragico con un sanguinoso colpo di stato nel 1973. 
Il Regime terminò nel 1990 per via di due eventi, il plebiscito del 1988, in cui il 55% (contro il 44%) dei votanti rifiutarono Pinochet e le elezioni generali del 1989. L'11 marzo 1990 divenne presidente Patricio Aylwin, quasi 17 anni dopo il golpe.
Il Rapporto Rettig e altre documenti, redatti dopo la dittatura, si occuparono del conteggio delle vittime dei militari e contarono ufficialmente 3.508 morti (2.298 assassinati o giustiziati, 1.210 sparizioni forzate, desaparecidos anche nei voli della morte) e 28.259 vittime di tortura, di persecuzione, esilio forzato o prigionieri politici, per un totale di circa 31.000-32.000 persone vittime di violazioni di diritti umani a vario titolo da parte del regime, cifra portata a 40.018 (di cui 3.065 "morti o forzatamente scomparsi"), secondo un computo del 2011.
Nonostante ciò, i cileni sono ancora molto divisi riguardo al Régimen Militar e alla figura di Pinochet, ad esempio in un sondaggio del 2013 il 9% degli intervistati giudicò gli anni del regime di Pinochet come "buoni" o "molto buoni" e sostenne che egli "dovrebbe essere ricordato come uno dei maggiori leader della storia cilena", ed il 36% ritenne quegli anni un misto di male e bene o non aveva un'opinione al riguardo.

## Giunta militare di governo

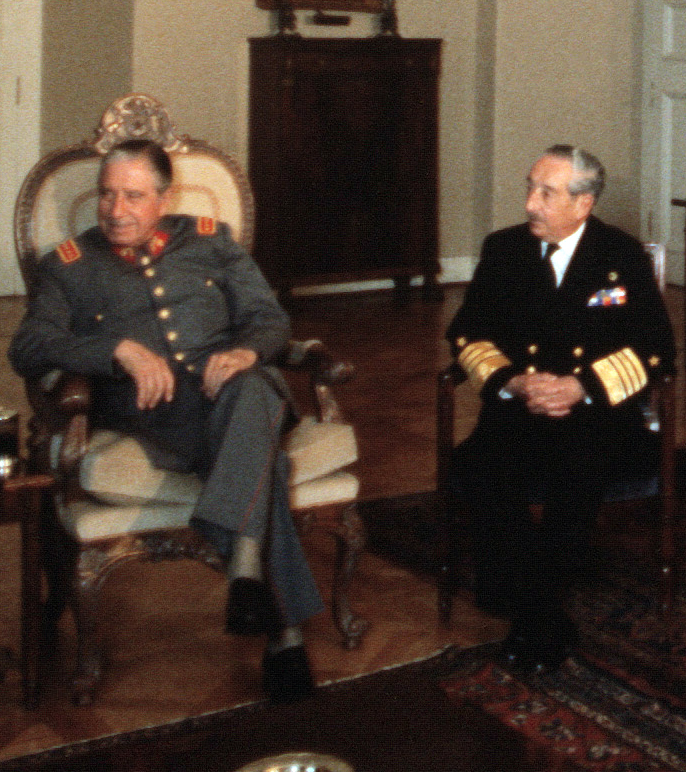
Pinochet e il presidente della giunta di governo, l'ammiraglio Toribio Merino nel 1984

Il potere esecutivo in Cile attraverso il colpo di Stato dell'11 settembre 1973, in primo luogo, viene acquisito dalla Junta militar. La Giunta ha rappresentato il "comando supremo della Nazione" e successivamente, ceduto il potere esecutivo nel giugno 1974 al presidente della Repubblica Pinochet, ha esercitato funzioni solo costituenti e legislative. È rimasta in carica fino all'11 marzo 1990. Presidente fu prima Pinochet, dal 1981 l'ammiraglio José Toribio Merino.

## Soppressione della sinistra
A seguito della sua ascesa al potere, l'11 settembre 1973, Pinochet bandì formalmente i partiti di sinistra che avevano costituito la coalizione "Unità Popolare" del presidente deposto Salvador Allende, morto nel golpe. Egli espresse inoltre sdegno per il richiamo del Partito Democratico Cristiano del Cile ad un rapido ritorno alla democrazia civile. Comunque non mise al bando quest'ultimo partito.

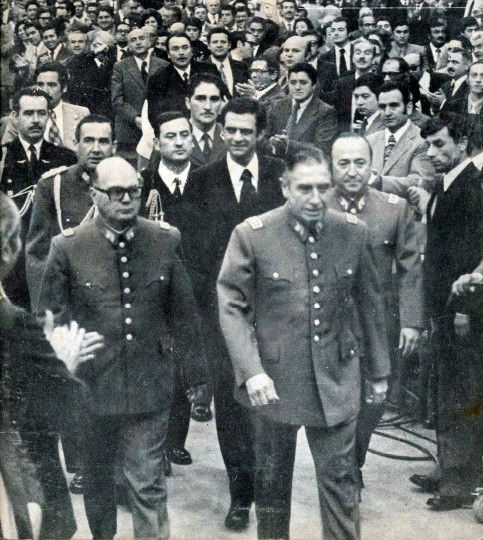
Una manifestazione del 1976 con Pinochet e altri generali

Il governo di Pinochet fu caratterizzato dalla soppressione sistematica di tutta l'opposizione di sinistra. Le violenze peggiori occorsero nei primi giorni successivi al colpo di Stato, con il numero di militanti di sinistra uccisi o "scomparsi" che raggiunse presto le migliaia. Successivamente alla sconfitta di Pinochet nel plebiscito del 1988, si scoprì che circa 3.000 persone erano state uccise o fatte sparire dal regime, con diverse altre migliaia che furono imprigionate e/o torturate. Un rapporto recente conta più di 40.000 vittime e 600.000 sequestri, con frequenti violazioni di diritti umani. Mentre alcuni gruppi più radicali, come il Movimento di Sinistra Rivoluzionaria (MIR), erano strenui sostenitori della rivoluzione marxista violenta, viene universalmente accettato che la giunta bersagliò deliberatamente anche gli oppositori politici non violenti.
Il Cile di Pinochet fu un partecipante chiave dell'Operazione Condor, una massiccia operazione di politica estera statunitense, volta ad evitare governi socialisti o comunisti in Sudamerica, condotta congiuntamente dai servizi di sicurezza cileni assieme a quelli di Argentina (durante il cosiddetto Processo di riorganizzazione nazionale), Bolivia, Brasile, Paraguay, ed Uruguay nella metà degli anni settanta. I governi militari di queste nazioni sostenevano di stare neutralizzando i "sovversivi" di sinistra, ma la loro definizione del termine era estremamente ampia, ed era noto che le loro operazioni erano indirizzate contro i dissidenti politici.

## Crescita economica e amministrazione
L'economia cilena era ancora traballante nei mesi successivi al colpo di Stato. Poiché la giunta militare non era particolarmente abile nel rimediare alle persistenti difficoltà economiche, Pinochet nominò un gruppo di economisti che erano stati educati negli Stati Uniti all'Università di Chicago. Dato il supporto finanziario ed economico da parte di Pinochet, degli USA e delle istituzioni finanziarie internazionali, i Chicago boys avviarono delle politiche neoliberiste basate sul laissez-faire, sul libero mercato e sul conservatorismo fiscale, in netto contrasto con l'intensivo programma di nazionalizzazione ed economia pianificata centralmente, portato avanti da Allende. La spesa pubblica venne tagliata. Le riduzioni cumulative ai fondi per la salute ammontarono al 60% tra il 1973 e il 1988.
La disoccupazione è aumentata bruscamente per un decennio, dal 4,8% nel 1973 al 31% nel 1983.
Il precedente calo degli aiuti esteri avutosi durante gli anni di Allende venne immediatamente invertito dopo l'ascesa di Pinochet; Il Cile ricevette 322,8 milioni di dollari statunitensi in prestiti e crediti nell'anno successivo al golpe. Ci fu una considerevole condanna internazionale delle violazioni dei diritti umani da parte del regime militare, questione su cui anche gli USA espressero preoccupazione. Ma gli USA furono notevolmente più amichevoli con Pinochet di quanto non lo fossero stati con Allende, e continuarono a dare al Cile un sostanzioso supporto economico negli anni dal 1973 al 1979, mentre al tempo stesso esprimevano la loro opposizione alle repressioni della giunta in sedi internazionali come le Nazioni Unite. Gli USA andarono oltre la condanna verbale nel 1976, quando posero un embargo sulla vendita di armi al Cile, che rimase in vigore fino al ripristino della democrazia nel 1989. Presumibilmente, date le preoccupazioni internazionali circa la repressione interna cilena e la precedente ostilità statunitense e le azioni contro il governo Allende, gli USA non volevano essere visti come complici delle attività di "sicurezza" della giunta. Alcuni importanti alleati degli Stati Uniti, come Regno Unito, Francia e Germania Ovest, non bloccarono la vendita di armi, approfittando della mancanza della competizione USA.
Sotto Pinochet, gli stanziamenti per l'esercito e la difesa interna crebbero del 120% dal 1974 al 1979. A causa della riduzione nella spesa pubblica, decine di migliaia di dipendenti pubblici vennero espulsi da impieghi in altri settori dello stato.
Le politiche economiche sposate dai "Chicago Boys" e implementate dalla giunta causarono inizialmente gravi danni ai settori più poveri della società cilena. Tra il 1970 e il 1989 ci furono ampi tagli nei redditi e nei servizi sociali. Gli stipendi decrebbero dell'8%, I risparmi delle famiglie erano il 28% di quello che erano stati nel 1970 e i budget per istruzione, salute e alloggi erano scesi di oltre il 20% in media. Il massiccio incremento nelle spese militari e i tagli nei finanziamenti ai servizi pubblici coincisero con la diminuzione dei salari e il costante aumento della disoccupazione, che era in media del 26% negli anni 1982-1985 arrivando a punte del 30%.
Le politiche di Pinochet portarono ad una sostanziale crescita del Prodotto Interno Lordo, in contrasto con la crescita negativa vista nell'ultimo anno dell'amministrazione Allende. Il 20% più ricco dei percettori di reddito in conclusione fu quello che guadagnò di più da tale crescita, ricevendo l'85% dell'incremento [Schatan, 1990]. Anche il debito estero crebbe sostanzialmente sotto Pinochet, salendo del 300% tra il 1974 e il 1988.
Le politiche di Pinochet vennero lodate internazionalmente per essere riuscite a trasformare l'economia cilena e aver portato ad un "miracolo economico". Il primo ministro britannico Margaret Thatcher accreditò Pinochet per una prosperosa economia della libera impresa, e ridimensionò il mancato rispetto dei diritti umani da parte della giunta, condannando una "sinistra internazionale organizzata che è in cerca di vendetta".
Secondo gli oppositori il "miracolo economico" cileno che gli economisti liberisti portano ad esempio sarebbe fondamentalmente basato sull'esportazione di materie prime, in particolare del rame, che ha sempre avuto un ruolo importante, soprattutto a partire dagli anni '90 con la modernizzazione di gran parte delle reti telefoniche mondiali. Alcuni studi stimano infatti il contributo delle esportazioni di rame al PIL intorno al 40%. La crescita economica sarebbe quindi fondata su una rendita naturale e su un modello per così dire mercantilista e non liberista.
A seguito del ripristino della democrazia cilena e durante le amministrazioni successive al regime di Pinochet, l'economia cilena ha prosperato, ed oggi la nazione è considerata una storia di successo tra i paesi latino-americani. La disoccupazione era all'8,5% nel 2003, con un tasso di povertà stimato al 20,6% nel 2000 (nel 2007 si stima al 13%), entrambe cifre basse per quella regione. I sostenitori delle politiche economiche di Pinochet sostengono che le tre amministrazioni successive contribuirono a questo successo mantenendo e continuando le riforme iniziate dalla giunta, ma il legame tra le politiche di Pinochet e il boom degli anni novanta rimane soggetto a controversie. Tuttavia, nel 2019 il governo cileno ha dovuto affrontare il controllo pubblico per le sue politiche economiche. In particolare, per gli effetti a lungo termine delle politiche neoliberiste di Pinochet. Proteste di massa scoppiarono in tutta Santiago, a causa dell'aumento dei prezzi dei biglietti della metropolitana. Per molti cileni questo ha evidenziato la distribuzione sproporzionata della ricchezza in Cile.
La "variazione cilena" viene ancora vista da molti come un potenziale modello per nazioni che non riescono ad ottenere una crescita economica significativa. L'ultima di queste è la Russia, per la quale David Christian avvertì nel 1991 che "un governo dittatoriale che presiede sulla transizione al capitalismo sembra uno degli scenari più plausibili, anche se questo significa un alto prezzo in termini di violazioni dei diritti umani".

## Il ritorno alla democrazia di Pinochet
Con la nuova costituzione emanata nel 1980, che aveva sostituito quella del 1925, fu deciso che con un plebiscito si sarebbe stabilito se Pinochet sarebbe rimasto ancora per un mandato come presidente della Repubblica. Il plebiscito del 1988 portò al rifiuto di Pinochet (con il 55% dei votanti che si espressero contro di lui) e alla indizione delle prime elezioni democratiche del 1989, democrazia nella quale però l'ex dittatore mantenne la carica di comandante supremo delle forze armate.
Le elezioni presidenziali del dicembre 1989 furono vinte da Patricio Aylwin già al primo turno. La costituzione emanata dalla dittatura rimase invariata; i delitti commessi furono "liquidati" con l'attuazione della politica della riconciliazione nazionale.
Pinochet restò comunque al vertice delle forze armate altri 8 anni, fino al marzo 1998. Una volta in pensione, divenne Senatore a vita. Pochi mesi dopo fu arrestato a Londra, dove rimase agli arresti domiciliari fino al 2002, quando gli fu concesso di ritornare in Cile.

## Nell'arte

### Letteratura
- La casa de los espiritus di Isabel Allende